# Mohammad Ali (cricketspelare)
Syed Mohammad Ali Bukhari, född 8 november 1973 i Bahawalpur, Punjab, Pakistan, är en pakistansk cricketspelare.
Han har spelat för:
- Lahore City 1993/1994
- Railways 1993/1994
- Islamabad 1994/1995
- United Bank Limited 1994/1995
- Agriculture Development Bank of Pakistan 1995/1996
- Rawalpindi A 1995/1996
- Bahawalpur 1998/1999
- Wales Minor Counties 1999
- Derbyshire 2002/2004
- Herefordshire CCC 2005
- Middlesex 2005 till dags dato.